# Andreas Hubert
Andreas Hubert, manchmal auch Andy Hubert (* 29. Dezember 1990 in Bonn), ist ein deutscher Fußballtorhüter.

## Karriere
Andreas Hubert begann mit dem Fußball beim SV Buschdorf und ging 2003 in die Jugendabteilung des Bonner SC. Von 2007 bis 2009 spielte Hubert in der Jugend von Bayer 04 Leverkusen. 2009 wechselte er in die erste Mannschaft des Bonner SC. Für diese spielte er erstmals am 26. September 2009 in der Regionalliga gegen die zweite Mannschaft von Borussia Mönchengladbach. Beim Bonner SC wurde er sofort Stammspieler. Als Zehnter konnte man zum Saisonende den Klassenerhalt schaffen. Allerdings verweigerte der DFB die Lizenz für die nächste Saison und der Bonner SC meldete Insolvenz an.
2010 wechselte Hubert zum 1. FC Saarbrücken, welcher gerade in die 3. Fußball-Liga aufgestiegen war. Hubert spielte zum ersten Mal eine Profisaison. Sein Profidebüt gab er am 27. Juli 2010. Bei der 0:2-Niederlage gegen Kickers Offenbach zum Saisonauftakt stand er in der Startelf. Zwischendurch spielte er auch in der zweiten Mannschaft. Zum Saisonende hatte er sieben Einsätze in der Profimannschaft absolviert. Im folgenden Spieljahr blieb er ohne Drittligaeinsatz; nach Saisonende verließ er den Verein und kehrte zum Bonner SC zurück, der zwischenzeitlich bis in die Landesliga abgestürzt war. Mit den Bonnern stieg er 2013 in die Oberliga und 2016 in die Regionalliga West auf.